# Тениско првенство Дубаија
Тениско првенство Дубаија је турнир који се сваке године игра у Дубаију. Игра се на отвореним теренима, на тврдој подлози. На турниру учествују и мушкарци и жене. Турнир се игра под покровитељством шеика Мохамеда ибн Рашида ел Мактума, премијера и потпредсједника Уједињених Арапских Емирата и владара Дубаија.
Пет година су турниром у појединачној конкуренцији доминирали Роџер Федерер и Жистин Енан. У периоду од 2003. до 2007. године обоје су освојили четири титуле. 2008. нису доспјели до финала, тријумфовали су Енди Родик и Елена Дементјева.
Турнир је од 2009. дио АТП 500 серије турнира за мушкарце, док је турнир за жене мењао статус између Премијер 5 (2009–11, 2015, 2017, 2019), Премијер (2012–14, 2016, 2018, 2020) и ВТА 1000 серије (2021).

## Контроверза у вези са Шахар Пер
У фебруару 2009. израелска тенисерка Шахар Пер није могла да учествује на турниру јер није добила визу од Уједињених Арапских Емирата, земље која нема дипломатске везе са Израелом. Неки од најбољих тенисера, међу којима и Винус Вилијамс, осудили су догађаје.
Не дозвољавање тенисерки која се својом позицијом на ВТА листи квалификовала за турнир да учествује се противи правилима Женске тениске асоцијације.
Као одговор на ово, ВТА је казнила турнир са 300.000 долара. Пер је добила 44.250 долара, што је износ који одговара њеној просјечној заради на турнирима 2008. Неки од најбољих тенисера, укључујући браниоца титуле, Ендија Родика, повукли су се са турнира. Са турнира су се повукли и Роџер Федерер и Рафаел Надал, иако су обојица навели повреду као разлог свог повлачења, а не инцидент са Шахар Пер.

## Протекла финала

### Мушкарци појединачно
| Година                               | Победник              | Финалиста          | Резултат            |
| ------------------------------------ | --------------------- | ------------------ | ------------------- |
| 1993.                                | Карел Новачек         | Фабрис Санторо     | 6:4, 7:5            |
| 1994.                                | Магнус Густафсон      | Серђи Бругера      | 6:4, 6:2            |
| 1995.                                | Вејн Фереира          | Андреа Гауденци    | 6:3, 6:3            |
| 1996.                                | Горан Иванишевић      | Алберт Коста       | 6:4, 6:3            |
| 1997.                                | Томас Мустер          | Горан Иванишевић   | 7:5, 7:6(7:3)       |
| 1998.                                | Алекс Коређа          | Феликс Мантиља     | 7:6(7:0), 6:1       |
| 1999.                                | Жером Голмар          | Никола Кифер       | 6:4, 6:2            |
| 2000.                                | Никола Кифер          | Хуан Карлос Фереро | 7:5, 4:6, 6:3       |
| ↓ Турнир Златне међународне серије ↓ |                       |                    |                     |
| 2001.                                | Хуан Карлос Фереро    | Марат Сафин        | 6:2, 3:1 (предаја)  |
| 2002.                                | Фабрис Санторо        | Јунес ел Ајнауи    | 6:4, 3:6, 6:3       |
| 2003.                                | Роџер Федерер         | Јиржи Новак        | 6:1, 7:6(7:2)       |
| 2004.                                | Роџер Федерер (2)     | Фелисијано Лопез   | 4:6, 6:1, 6:2       |
| 2005.                                | Роџер Федерер (3)     | Иван Љубичић       | 6:1, 6:7(6:8), 6:3  |
| 2006.                                | Рафаел Надал          | Роџер Федерер      | 2:6, 6:4, 6:4       |
| 2007.                                | Роџер Федерер (4)     | Михаил Јужни       | 6:4, 6:3            |
| 2008.                                | Енди Родик            | Фелисијано Лопез   | 6:7(8:10), 6:4, 6:2 |
| ↓ Турнир АТП 500 серије ↓            |                       |                    |                     |
| 2009.                                | Новак Ђоковић         | Давид Ферер        | 7:5, 6:3            |
| 2010.                                | Новак Ђоковић (2)     | Михаил Јужни       | 7:5, 5:7, 6:3       |
| 2011.                                | Новак Ђоковић (3)     | Роџер Федерер      | 6:3, 6:3            |
| 2012.                                | Роџер Федерер (5)     | Енди Мари          | 7:5, 6:4            |
| 2013.                                | Новак Ђоковић (4)     | Томаш Бердих       | 7:5, 6:3            |
| 2014.                                | Роџер Федерер (6)     | Томаш Бердих       | 3:6, 6:4, 6:3       |
| 2015.                                | Роџер Федерер (7)     | Новак Ђоковић      | 6:3, 7:5            |
| 2016.                                | Станислас Вавринка    | Маркос Багдатис    | 6:4, 7:6(15:13)     |
| 2017.                                | Енди Мари             | Фернандо Вердаско  | 6:3, 6:2            |
| 2018.                                | Роберто Баутиста Агут | Лука Пуј           | 6:3, 6:4            |
| 2019.                                | Роџер Федерер (8)     | Стефанос Циципас   | 6:4, 6:4            |
| 2020.                                | Новак Ђоковић (5)     | Стефанос Циципас   | 6:3, 6:4            |
| 2021.                                | Аслан Карацев         | Лојд Харис         | 6:3, 6:2            |
| 2022.                                | Андреј Рубљов         | Јиржи Весели       | 6:3, 6:4            |
| 2023.                                | Данил Медведев        | Андреј Рубљов      | 6:2, 6:2            |

### Жене појединачно
| Година                       | Победница             | Финалисткиња         | Резултат           |
| ---------------------------- | --------------------- | -------------------- | ------------------ |
| ↓ Турнир категорије ↓        |                       |                      |                    |
| 2001.                        | Мартина Хингис        | Натали Тозија        | 6:4, 6:4           |
| 2002.                        | Амели Моресмо         | Сандрин Тести        | 6:4, 7:6(7:3)      |
| 2003.                        | Жистин Енен-Арден     | Моника Селеш         | 4:6, 7:6(7:4), 7:5 |
| 2004.                        | Жистин Енен-Арден (2) | Светлана Кузњецова   | 7:6(7:3), 6:3      |
| 2005.                        | Линдси Давенпорт      | Јелена Јанковић      | 6:4, 3:6, 6:4      |
| 2006.                        | Жистин Енен-Арден (3) | Марија Шарапова      | 7:5, 6:2           |
| 2007.                        | Жистин Енен (4)       | Амели Моресмо        | 6:4, 7:5           |
| 2008.                        | Јелена Дементјева     | Светлана Кузњецова   | 4:6, 6:3, 6:2      |
| ↓ Турнир Премијер 5 серије ↓ |                       |                      |                    |
| 2009.                        | Винус Вилијамс        | Виржини Разано       | 6:4, 6:2           |
| 2010.                        | Винус Вилијамс (2)    | Викторија Азаренка   | 6:3, 7:5           |
| 2011.                        | Каролина Возњацки     | Светлана Кузњецова   | 6:1, 6:3           |
| ↓ Турнир Премијер серије ↓   |                       |                      |                    |
| 2012.                        | Агњешка Радвањска     | Јулија Гергес        | 7:5, 6:4           |
| 2013.                        | Петра Квитова         | Сара Ерани           | 6:2, 1:6, 6:1      |
| 2014.                        | Винус Вилијамс (3)    | Ализе Корне          | 6:3, 6:0           |
| ↓ Турнир Премијер 5 серије ↓ |                       |                      |                    |
| 2015.                        | Симона Халеп          | Каролина Плишкова    | 6:4, 7:6(7:4)      |
| ↓ Турнир Премијер серије ↓   |                       |                      |                    |
| 2016.                        | Сара Ерани            | Барбора Стрицова     | 6:0, 6:2           |
| ↓ Турнир Премијер 5 серије ↓ |                       |                      |                    |
| 2017.                        | Елина Свитолина       | Каролина Возњацки    | 6:4, 6:2           |
| ↓ Турнир Премијер серије ↓   |                       |                      |                    |
| 2018.                        | Елина Свитолина (2)   | Дарија Касаткина     | 6:4, 6:0           |
| ↓ Турнир Премијер 5 серије ↓ |                       |                      |                    |
| 2019.                        | Белинда Бенчич        | Петра Квитова        | 6:3, 1:6, 6:2      |
| ↓ Турнир Премијер серије ↓   |                       |                      |                    |
| 2020.                        | Симона Халеп (2)      | Јелена Рибакина      | 3:6, 6:3, 7:6(7:5) |
| ↓ Турнир ВТА 1000 серије ↓   |                       |                      |                    |
| 2021.                        | Гарбиње Мугуруза      | Барбора Крејчикова   | 7:6(8:6), 6:3      |
| ↓ Турнир ВТА 500 серије ↓    |                       |                      |                    |
| 2022.                        | Јелена Остапенко      | Вероника Кудерметова | 6:0, 6:4           |
| ↓ Турнир ВТА 1000 серије ↓   |                       |                      |                    |
| 2023.                        | Барбора Крејчикова    | Ига Свјонтек         | 6:4, 6:2           |

### Мушки парови
| Година                               | Победници                             | Финалисти                            | Резултат               |
| ------------------------------------ | ------------------------------------- | ------------------------------------ | ---------------------- |
| 1993.                                | Џон Фицџералд Андерс Јерид            | Грант Конел Патрик Галбрајт          | 6:2, 6:1               |
| 1994.                                | Тод Вудбриџ Марк Вудфорд              | Дарен Кејхил Џон Фицџералд           | 6:7, 6:4, 6:2          |
| 1995.                                | Грант Конел Патрик Галбрајт           | Томас Карбонел Франсиско Роиг        | 6:2, 4:6, 6:3          |
| 1996.                                | Грант Конел (2) Бајрон Блек           | Карел Новачек Јиржи Новак            | 6:0, 6:1               |
| 1997.                                | Сандер Грун Горан Иванишевић          | Сандон Стол Цирил Сук                | 7:6, 6:3               |
| 1998.                                | Махеш Бупати Леандер Паес             | Доналд Џонсон Франсиско Монтана      | 6:2, 7:5               |
| 1999.                                | Вејн Блек Сандон Стол                 | Дејвид Адамс Џон-Лафни де Јагер      | 4:6, 6:1, 6:4          |
| 2000.                                | Јиржи Новак Давид Рикл                | Роби Куниг Питер Трамаки             | 6:2, 7:5               |
| ↓ Турнир Златне међународне серије ↓ |                                       |                                      |                        |
| 2001.                                | Џошуа Игл Сандон Стол (2)             | Данијел Нестор Ненад Зимоњић         | 6:4, 6:4               |
| 2002.                                | Марк Ноулс Данијел Нестор             | Џошуа Игл Сандон Стол                | 3:6, 6:3, [13:11]      |
| 2003.                                | Леандер Паес (2) Давид Рикл (2)       | Вејн Блек Кевин Улијет               | 6:3, 6:0               |
| 2004.                                | Махеш Бупати (2) Фабрис Санторо       | Јонас Бјеркман Леандер Паес          | 6:2, 4:6, 6:4          |
| 2005.                                | Мартин Дам Радек Штјепанек            | Јонас Бјеркман Фабрис Санторо        | 6:2, 6:4               |
| 2006.                                | Пол Хенли Кевин Улијет                | Марк Ноулс Данијел Нестор            | 1:6, 6:2, [10:1]       |
| 2007.                                | Фабрис Санторо (2) Ненад Зимоњић      | Махеш Бупати Радек Штјепанек         | 7:5, 6:7(3:7), [10:7]  |
| 2008.                                | Махеш Бупати (3) Марк Ноулс (2)       | Мартин Дам Павел Визнер              | 7:5, 7:6(9:7)          |
| ↓ Турнир АТП 500 серије ↓            |                                       |                                      |                        |
| 2009.                                | Рик де Вуст Дмитриј Турсунов          | Мартин Дам Роберт Линдстет           | 4:6, 6:3, [10:5]       |
| 2010.                                | Симон Аспелин Пол Хенли               | Лукаш Длоухи Леандер Паес            | 6:2, 6:3               |
| 2011.                                | Сергиј Стаховски Михаил Јужни         | Жереми Шарди Фелисијано Лопез        | 4:6, 6:3, [10:3]       |
| 2012.                                | Махеш Бупати (4) Рохан Бопана         | Маријуш Фирстенберг Марћин Матковски | 6:4, 3:6, [10:5]       |
| 2013.                                | Махеш Бупати (5) Микаел Љодра         | Роберт Линдстет Ненад Зимоњић        | 7:6(8:6), 7:6(8:6)     |
| 2014.                                | Рохан Бопана (2) Ајсам-ул-Хак Куреши  | Данијел Нестор Ненад Зимоњић         | 6:4, 6:3               |
| 2015.                                | Рохан Бопана (3) Данијел Нестор (2)   | Ајсам-ул-Хак Куреши Ненад Зимоњић    | 6:4, 6:1               |
| 2016.                                | Симоне Болели Андреас Сепи            | Фелисијано Лопез Марк Лопез          | 6:2, 3:6, [14:12]      |
| 2017.                                | Жан-Жилијен Ројер Орија Текау         | Рохан Бопана Марћин Матковски        | 4:6, 6:3, [10:3]       |
| 2018.                                | Жан-Жилијен Ројер (2) Орија Текау (2) | Џејмс Серетани Леандер Паес          | 6:2, 7:6(7:2)          |
| 2019.                                | Раџив Рам Џо Салисбери                | Бен Маклаклан Јан-Ленард Штруф       | 7:6(7:4), 6:3          |
| 2020.                                | Џон Пирс Мајкл Винус                  | Равен Класен Оливер Марах            | 6:3, 6:2               |
| 2021.                                | Хуан Себастијан Кабал Роберт Фара     | Никола Мектић Мате Павић             | 7:6(7:0), 7:6(7:4)     |
| 2022.                                | Тим Пуц Мајкл Венус                   | Никола Мектић Мате Павић             | 6:3, 6:7(5:7), [16–14] |
| 2023.                                | Максим Креси Фабрис Мартин            | Лојд Гласпул Хари Хелиовара          | 7:6(7:2), 6:4          |

### Женски парови
| Година                       | Победнице                                          | Финалисткиње                         | Резултат              |
| ---------------------------- | -------------------------------------------------- | ------------------------------------ | --------------------- |
| ↓ Турнир категорије ↓        |                                                    |                                      |                       |
| 2001.                        | Јајук Басуки Каролине Вис                          | Оса Свенсон Карина Хабшудова         | 6:0, 4:6, 6:2         |
| 2002.                        | Барбара Ритнер Марија Венто-Кабчи                  | Сандрин Тести Роберта Винчи          | 6:3, 6:2              |
| 2003.                        | Светлана Кузњецова Мартина Навратилова             | Кара Блек Јелена Лиховцева           | 6:3, 7:6(9:7)         |
| 2004.                        | Јанета Хусарова Кончита Мартинез                   | Светлана Кузњецова Јелена Лиховцева  | 6:0, 1:6, 6:3         |
| 2005.                        | Вирхинија Руано Паола Суарез                       | Светлана Кузњецова Алиша Молик       | 6:7(7:9), 6:2, 6:1    |
| 2006.                        | Квјета Пешке Франческа Скјавоне                    | Светлана Кузњецова Нађа Петрова      | 3:6, 7:6(7:1), 6:3    |
| 2007.                        | Кара Блек Лизел Хубер                              | Светлана Кузњецова Алиша Молик       | 7:6(8:6), 6:4         |
| 2008.                        | Кара Блек (2) Лизел Хубер (2)                      | Ђе Џенг Ци Јанг                      | 7:5, 6:2              |
| ↓ Турнир Премијер 5 серије ↓ |                                                    |                                      |                       |
| 2009.                        | Кара Блек (3) Лизел Хубер (3)                      | Марија Кириленко Агњешка Радвањска   | 6:3, 6:3              |
| 2010.                        | Нурија Љагостера Вивес Марија Хосе Мартинез Санчез | Квјета Пешке Катарина Среботник      | 7:6(7:5), 6:4         |
| 2011.                        | Лизел Хубер (4) Марија Хосе Мартинез Санчез (2)    | Квјета Пешке Катарина Среботник      | 7:6(7:5), 6:3         |
| ↓ Турнир Премијер серије ↓   |                                                    |                                      |                       |
| 2012.                        | Лизел Хубер (5) Лиса Рејмонд                       | Сања Мирза Јелена Веснина            | 6:2, 6:1              |
| 2013.                        | Бетани Матек Сандс Сања Мирза                      | Нађа Петрова Катарина Среботник      | 6:4, 2:6, [10:7]      |
| 2014.                        | Ала Кудрјвацева Анастасија Родионова               | Ракел Копс Џоунс Абигејл Спирс       | 6:2, 5:7, [10:8]      |
| ↓ Турнир Премијер 5 серије ↓ |                                                    |                                      |                       |
| 2015.                        | Тимеа Бабош Кристина Младеновић                    | Гарбиње Мугуруза Карла Суарез Наваро | 6:3, 6:2              |
| ↓ Турнир Премијер серије ↓   |                                                    |                                      |                       |
| 2016.                        | Џуанг Ђажунг Дарија Јурак                          | Каролин Гарсија Кристина Младеновић  | 6:4, 6:4              |
| ↓ Турнир Премијер 5 серије ↓ |                                                    |                                      |                       |
| 2017.                        | Јекатерина Макарова Јелена Веснина                 | Андреа Хлавачкова Пенг Шуај          | 6:2, 4:6, [10:7]      |
| ↓ Турнир Премијер серије ↓   |                                                    |                                      |                       |
| 2018.                        | Џан Хаоћинг Јанг Џаосјуен                          | Сје Су-веј Пенг Шуај                 | 4:6, 6:2, [10:6]      |
| ↓ Турнир Премијер 5 серије ↓ |                                                    |                                      |                       |
| 2019.                        | Сје Су-веј Барбора Стрицова                        | Луција Храдецка Јекатерина Макарова  | 6:4, 6:4              |
| ↓ Турнир Премијер серије ↓   |                                                    |                                      |                       |
| 2020.                        | Сје Су-веј (2) Барбора Стрицова (2)                | Барбора Крејчикова Џенг Сајсај       | 7:5, 3:6, [10:5]      |
| ↓ Турнир ВТА 1000 серије ↓   |                                                    |                                      |                       |
| 2021.                        | Алекса Гварачи Дарија Јурак (2)                    | Сју Јифан Јанг Џаосјуен              | 6:0, 6:3              |
| ↓ Турнир ВТА 500 серије ↓    |                                                    |                                      |                       |
| 2022.                        | Вероника Кудерметова Елисе Мертенс                 | Људмила Киченок Јелена Остапенко     | 6:1, 6:3              |
| ↓ Турнир ВТА 1000 серије ↓   |                                                    |                                      |                       |
| 2023.                        | Вероника Кудерметова (2) Људмила Самсонова         | Чан Хао-чинг Латиша Чан              | 6:4, 6:7(4:7), [10:1] |

## Рекорди (тенисери)

### Највише титула у појединачној конкуренцији
- Роџер Федерер: 8 (2003–2005, 2007, 2012, 2014, 2015, 2019)

### Највише титула у конкуренцији парова
- Махеш Бупати: 5 (1998, 2004, 2008, 2012, 2013)

### Најстарији победник у појединачној конкуренцији
- Роџер Федерер: 37 година (2019)

### Најмлађи победник у појединачној конкуренцији
- Рафаел Надал: 19 година (2006)

### Највише рангирани шампион
- Роџер Федерер: 1. место на АТП листи (2004, 2005, 2007)
- Новак Ђоковић: 1. место на АТП листи (2013)
- Енди Мари: 1. место на АТП листи (2017)

### Најниже рангирани шампион
- Жером Голмар: 61. место на АТП листи (1999)

### Највише добијених мечева
- Роџер Федерер: 53

Извор: